# نقابة المهندسين الزراعيين الأردنيين
نقابة المهندسين الزراعيين الأردنيين نقابة أردنية تأسست عام 1966، يتوزّع منتسبينها على ست شعب تخصصية وينتمون إلى (14) فرع في الأردن والضفة الغربية والتي تهتم بتطوير القطاع الزراعي في الأردن وتحسين شؤون المنتسبين اليها.

## الاهداف
تنظيم ممارسة المهنة للارتقاء بمستواها العلمي والمهني ودعم البحوث العلمية وتشجيع التأليف والابتكارات العلمية والتطبيقية في مجالات المهنة، والبمساهمة في وضع السياسات الزراعية وطرق تنظيمها، 

## النقيب
تأسست النقابة عام 1966 وكان أول من شغل منصب النقيب المهندس صلاح جمعة، وكان مدة مجلس النقابة سنتين حتى عام 2000 حيث تم تعديله إلى ثلاث سنوات
| رقم | الفترة     | النقيب              |
| --- | ---------- | ------------------- |
| 1   | 1966-1968  | صلاح جمعة           |
| 2   | 1968-1970  | سعيد الغزاوي        |
| 3   | 1970-1972  | خليل اللوباني       |
| 4   | 1972-1974  | صلاح جمعة           |
| 5   | 1974-1976  | صلاح جمعة           |
| 6   | 1976-1978  | سعيد الغزاوي        |
| 7   | 1978-1980  | غسان قمحاوي         |
| 8   | 1980-1981  | غسان قمحاوي         |
| 9   | 1982-1984  | سليمان عربيات       |
| 10  | 1984-1986  | غسان قمحاوي         |
| 11  | 1988-1990  | طارق التل           |
| 12  | 1988-1990  | طارق التل           |
| 13  | 1990-1992  | غالب أبو عرابي      |
| 14  | 1992-1994  | غالب أبو عرابي      |
| 15  | 1994-1996  | طارق التل           |
| 16  | 1996-1998  | حسن جبر             |
| 17  | 1998-2000  | حسن جبر             |
| 18  | 2000-2003  | عبد الهادي الفلاحات |
| 19  | 2003-2006  | حسن جبر             |
| 20  | 2006-2009  | عبد الهادي الفلاحات |
| 21  | 2009-2012  | عبد الهادي الفلاحات |
| 22  | 2012-2015  | محمود زياد أبوغنيمة |
| 23  | 2015-2018  | محمود زياد أبوغنيمة |
| 24  | 2018-2022  | عبد الهادي الفلاحات |
| 25  | 2022-حاليًا | علي أبو نقطة        |

## الهيكلة
تتوزع النقابة في ستة شعب متخصصة:
- شعبة الإنتاج النباتي.
- شعبة الوقاية النباتية.
- شعبة الاقتصاد والإرشاد الزراعي.
- شعبة الإنتاج الحيواني.
- شعبة التغذية والتصنيع الغذائي.
- شعبة الموارد المائية والبيئة.

## الاصدارات
احد أهم إصدارات النقابة مجلة المهندس الزراعي 

## روابط خارجية
- الموقع الرسمي www.agrieng.org.jo